# قائمة أدباء المهجر اللبنانيين

الموقع الجغرافي ل لبنان على المستديرة الأرضية (كوكب الأرض). حيث من هذه النقطة الصغيرة في جنوب شرق المتوسط انطلق العديد من أدباء المهجر نحو العالم كما انطلقت السفن والأبجدية الفنيقية قديما، مساهمين في خلق إشعاع وحركية ثقافية أثْرت الأدب والثقافة في العصر الحديث في منطقة الشرق الأوسط وشمال إفريقيا.

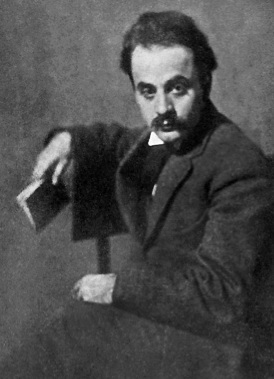
جبران خليل جبران أحد أبرز وجوه أدب المهجر

ايليا أبو ماضي يعتبر أيضا من أبرز وجوه أدب المهجر

ميخائيل نعيمة

أدباء المهجر اللبنانيين، هم مجموعة الكتاب والمفكرين والشعراء يطلق عليهم أيضا شعراء المهجر، الذين هاجروا أوطانهم لأسباب اقتصادية واجتماعية وأمنية وسياسية في بلاد الشام، وأنتجو مع أدباء وشعراء تعود أصولهم إلى منطقتي شمال إفريقيا والشرق الأوسط مدرسة المهجر وأدب المهجر، منذ القرن الثامن عشر والتاسع عشر، ويشكل اللبنانيون قسطا مهما ومؤثرا في هذه المدرسة،[بحاجة لمصدر] الذين نظموا شعرهم وكتاباتهم في البلاد التي هاجروا إليها، وعاشوا فيها، من خلال مؤلفات أو دواوين شعرية أو منشورات صحفية أو مراسلات.. كما هو الحال عند جبران خليل جبران والأديبة والكاتبة مي زيادة.
وقد لعب اللبنانيون وأدباء المهجر من منطقة الشام خصوصا الذين هاجروا إلى الأمريكيتين (الشمالية والجنوبية) دورا مهما في ما يمكن أن يطلق عليه بحركة النهضة التي حاولت النهضة بالثقافة والفكر والأدب في الشرق الأوسط وشمال إفريقيا، وقد كتب جلهم باللغة العربية والإنجليزية. هاجر جلهم ما بين 1870 حتى أواسط 1900 إلى الأمريكيتين، وأسسوا الرابطة القلمية والعصبة الأندلسية والنادي الفينيقي.
يرى الكثير من المؤرخين إن الولادة الحقيقية لشعر المهجر تعود إلى أواخر القرن التاسع عشر حين كانت إسبانيا الحاضنة الحقيقية للمجموعات القادمة من بلدان شمال إفريقيا والشرق الأوسط، من بينهم رعيل مثقف من بينهم أحمد شوقي الذين عز عليهم أن يعيشوا أسرى للظلم والعوز فأنطلقوا باحثين عن الحرية والاكتفاء، ومن هذه الفئات كان شعراء وأدباء المهجر: الذين شكل اللبنانيون قسما مهما ومؤثرا في هذه الفئة، حيث انقسموا إلى معشر شعراء المهجر الشمالي أي «الولايات المتحدة الاميركية»، وأمريكا الوسطى أما الفئة الثانية فكانت في أمريكا الجنوبية مشكلين تناقحا فكريا وأدبيا تناقح فيه الأدب العربي الأصيل بتأثيرات من الأدب الإنجليزي (الولايات المتحدة) والإسباني (كالمكسيك ومعظم دول أمريكا اللاتينية) والبرتغالي (البرازيل).
وكمثال على ذلك التأثر كثيرًا بالشعراء الرومانسيين والرمزيين الغربيين في تشبيهاتهم، والأسلوب، وتجسيد المعاني، منقحين ومطوّرين ومجددين على شخصيتهم الأدبية الأصيلة التي تميزوا بها.

## تأسيسات لبنانية في المهجر
الرابطة القلمية يمكن أن يطلق عليها مدرسة أدبية، تم الاتفاق على الفكرة ووضغ الخطوط العريضة في ليلة العشرين من شهر أبريل عام 1920م في لقاء تواصلي بين أدباء المهجر، وبعد أسبوع تم تأسيسها برئاسة جبران خليل جبران وميخائيل نعيمة، ومن أعضائها نسيب عريضة، وإيليا أبو ماضي، ورشيد أيوب، وندرة حداد وغيرهم، وقد قامت هذه الرابطة القلمية بدور عظيم في نهضة الأدب العربي في المهجر الشمالي.
- العصبة الأندلسية أسست بتاريخ شهر يناير عام 1933م، وقد تأثرت ملامحها بالأدب والفكر اللاتيني في أمريكا الجنوبية، ومن اسمها الأندلس يحيل على المهجر اللاتيني في الأدب الإسباني، برئاسة ميشال المعلوف وداود شكور نائبًا للرئيس، ونظير زيتون أمينًا للسر، ويوسف البعيني أمينًا للصندوق، وعضوية أدباء معروفين أمثال حبيب مسعود ونصر سمعان وحسني غراب وغيرهم، ثم انضم إليها نخبة من أشهر الأدباء والشعراء في القرن العشرين.

### الفرق بين الرابطة القلمية والعصبة الأندلسية
الفرق بينهما أن الرابطة القلمية أكثر تجديدا في الأدب العربي شكلا ومضمونا لتحرر البيئـــة الأمريكية وفساحتها ولعدم وجود تأثير قبلي متبادل بين الأدب الأمريكي والأدب المشرقي. أمــــا العصبة الاندلسية فكانت أكثر محافظة على القديم من حيث اللفظ الفصيح والمعاني والوزن والقافية؛ لأن بيئة أمريكـــا الجنوبية أكثر محافظة من اللاتينية، فهو لم يكن غريبا غلى الأدب الغربي من حيث المضمون والمعاني واللفظ، مع وجود تأثير متبادل قديم بين بين الأدب الإسباني والأدب العربي في البيئة الأندلسية، ولهذا فإنتاج العصبة الأندلسية لم يأتي بتجديد قوي وتنقيح في الأدب العربي كما وقع مع أدباء وشعراء الرابطة القلمية في أمريكا الشمالية.
- النادي الفينيقي: هي جمعية أدبية أسست في البرازيل من طرف أدباء مُهاجرين لبنانيين وسوريين، بمبادرة من الأديب اللبناني عقل الجر[5] أسست بهدف جمع شمل أدباء ومفكري المهجر في الأمريكيتين، ومن أجل تبادل الأفكار والدعم المتبادل، مؤسس النادي الفينيقي هو نفسه الأديب الذي شارك في تأسيس (العصبة الأندلسية) [6] التي شجعت الأدب في أميركا اللاتينية، في إطار حركة المهجر الأدبية، توفي مؤسس النادي الأفريقي سنة 1945، ونُقل رفاته إلى جبيل سنة 1966.

### جرائد ومجلات من تأسيس لبنانيين في إطار حركة المهجر
- جريدة البرازيل: كان قيصر المعلوف المولود عام 1874 من رواد الصحافة العربية في أميركا الجنوبية، حين أصدر في سان باولو عام 1898 جريدة باللغة العربية باسم “البرازيل”.
- مجلة العصبة: كانت اللسان الناطق باسم أدباء المهجر ومسرحًا فسيحا لإبداعات أقلامهم، وقد ظلت هذه المجلة منارًا مضيئًا حتى سنة 1914 حيث توقفت عن الصدور بناء على أمر من رئيس جمهورية البرازيل الذي منع بموجبه إصدار أي كتاب أو صحيفة أو منشور في غير لغة البلاد الرسمية، ولكن ما لبتث أن عادت بعد تدخل أعضائها.

كانت مجلة العصبة متنفساً لأصحابها ولكتاب الجالية المشرقية في البرازيل، كما تولى رئاسة تحرير مجلة العصبة فيما بعد حبيب مسعود.
- مجلة المراحل: مجلة لبنانية في مدينة سان باولو، رئيسة تحريرها مريانا دعبول فاخوري.

## وهذه قائمة لأبرز أدباء المهجر اللبنانيين
| اسم أديب المهجر اللبناني | تاريخ ومكان ولادته                   | بلد المهجر                  | لمحة موجزة |
| ------------------------ | ------------------------------------ | --------------------------- | --- |
| جبران خليل جبران         | 6 يناير 1883 بْشَرِّي، متصرفية جبل لبنان | الولايات المتحدة            | شاعر وكاتب ورسام لبناني من أدباء وشعراء المهجر، يعتبر من رموز أدب المهجر ونهضة الأدب العربي الحديث. نشأ فقيرًا في ظروف صعبة، كانت والدته كاميلا في الثلاثين من عمره عندما وُلد وكان والده خليل هو زوجها الثالث. لم يتلق التعليم الرسمي خلال شبابه في متصرفية جبل لبنان. إلى أن هاجر صبيًا مع عائلته إلى الولايات المتحدة، ليدرس الأدب وليبدأ مسيرة أدبية مفعمة بالكتابة باللغتين العربية والإنجليزية، امتاز أسلوبه بالرومانسية. |
| أمين الريحاني            | 24 نونبر 1876 جبل لبنان.             | الولايات المتحدة            | مفكرٌ وأديبٌ، وروائي ومؤرخ ورحالة، ورسام كاريكاتير لبناني، يعدُّ من أكابر دعاة الإصلاح الاجتماعي وعمالقة الفكر والأدب العربي في أواخر القرن التاسع عشر وأوائل القرن العشرين، ويلقب بفيلسوف الفريكة |
| ميخائيل نعيمة            | 1889 بسكنتا لبنان                    | الولايات المتحدة            | مفكر وأديب وأحد رواد الجيل الذهبي الذي قاد نهضة فكرية وثقافية في الشام وفي الفكر والأدب العربي، وقاد إلى التجديد، وأفردت له المكتبة العربية مكاناً كبيراً لما كتبه وما كُتب حوله. فهو شاعر ومسرحيّ وناقد وكاتب مقالات ومتأمّل في الحياة والنفس الإنسانية، وصف بالمتأمل وبـ (ناسك الشخروب)، القرية اللبنانية المنعزلة والهادئة. وقد ترك خلفه آثاراً بالعربية والإنجليزية والروسية. |
| نعمة الله الحاج          | 1896 قرية غرزوز لبنان                | الولايات المتحدة            | ولد من عائلة مثقفة، اشتهر بعض أفرادها بنظم الشعر والزجل. تلقى دراسته الابتدائية في مدرسة القرية ثم هاجر إلى أمريكا عام 1904، وهناك أخذ يتصل بالأدباء والشعراء المهاجرين وبخاصة أدباء الرابطة القلمية. وعندما قدم الأديب الفلسطيني خليل السكاكيني (1878-1953) تواصل معه وأخذ يتلقى دروساً بالعربية، إلى أن تمكن لغويا، واستمر في تطوير أدبه، إلى أن وصل لذروة الإنتاج، تميز إنتاجه الأدبي بالرومانسية والعاطفة القوية وشدة الحنين. |
| إيليا أبو ماضي           | 1889، المحيدثة - المتن الشمالي لبنان | الولايات المتحدة            | أحد أهم شعراء حركة المهجر ومؤسسي الرابطة القلمية، نشأ في عائلة بسيطة الحال درس في قريته الدروس الابتدائية البسيطة. وعندما اشتد به الفقر، رحل إلى مصر عام 1902 بهدف التجارة مع عمه، وهناك التقى بأنطون الجميل، الذي كان قد أنشأ مع أمين تقي الدين مجلة "الزهور" فاُعجب بذكائه وعصاميته ودعاه إلى الكتابة بالمجلة، فنشر أولى قصائده بالمجلة، ثم أعد ديوان "تذكار الماضي"، الذي صدر في عام 1911م عن المطبعة المصرية، كان عمره حينها اثنان وعشرين عاما. ما لبث أن اتجه إلى نظم الشعر في الموضوعات الوطنية والسياسية، مما سلط عليه مضايقات ومطاردة السلطات، فاضطر للهجرة إلى الولايات المتحدة عام 1912. |
| رشيد أيوب                | 1871، بسكنتا، لبنان                  | الولايات المتحدة            | شاعر لبناني، اشتهر في (المهجر) الأميركي. كان من شعراء المهجر الناظمين. واستمر في الانتاج الأدبي إلى آخر حياته، إلى أن توفي ودفن في بروكلين بنيويورك. كان ينعت بالشاعر الشاكي، لكثرة ما في نظمه من شكوى عن الدهر وويلاته. من أعماله "الأيوبيات" "أغاني الدرويش" نشره سنة 1928 "هي الدنيا" سنة 1939. |
| أمين مشرق                | 1898، قرية غرزوز لبنان               | الولايات المتحدة، الإكوادور | عاش في لبنان، والولايات المتحدة الأمريكية (نيويورك) والإكوادور.تلقى دراسته الابتدائية في مدرسة غرزوز، ثم انتقل إلى المدرسة الأمريكية في طرابلس حصل على الشهادة «الاستعدادية»، ولكن حالت ظروفه المالية دون استكمال دراسته فهاجر إلى الولايات المتحدة عام 1914، ثم إلى الإكوادور. كان عضواً مؤسساً في «الرابطة القلمية» وهو أديب عصامي، ينحو إلى التجديد شعره رقيق ومتدفق العاطفة، ومقل في النظم. |
| إلياس فرحات              | 1893 قرية كفر شيما، لبنان            | البرازيل.                   | أديب عصامي بامتياز، تلقى دروسه الابتدائية في مدرسة القرية، ثم ما لبث أن تركها في العاشرة من العمر لظروف اقتصادية صعبة. في سنة 1910 هاجر إلى البرازيل حيث اشتغل في مختلف الأعمال الحرفية، وبائعا متجولا. انصراف في أوقات فراغه إلى المطالعة والتمكن من قواعد الكتابة والنظم، وتطوير معارفه ولغته الأدبية بعصامية. حمل معه إلى أرض المهجر البعيد، خصلة شعر من محبوبته، التي ألهمته في قصيدة من أبياتها: - خصلة الشعر التي أهديتينيها *عندما البين دعاني بالنفير - لم أزل أتلو سطور الحب فيها *وسأتلوها إلى اليوم الأخير                                                                             |
| ميشيل نعمان معلوف        | 1889 زحلة لبنان                      | البرازيل                    | أول رئيس للعصبة الأندلسية لأدباء المهجر. ترك العديد من القصائد ضمن كتاب «في هيكل الذكرى»، أصدرته العصبة الأندلسية، 1944 م. وله مسرحية شعرية عنوانها «سجين الظلم»، ما زالت مخطوطة. |
| فوزي المعلوف             | 1899 زحلة بريف لبنان                 | البرازيل                    | أديب وكاتب وشاعر لبناني من ريف لبنان يعتبر أحد رواد الصحافة العربية في أميركا الجنوبية، أصدر في سان باولو عام 1898 جريدة باسم "البرازيل". درس في الكلية الشرقية بزحلة، ثم انتقل في الرابعة عشرة من عمره إلى بيروت ليتابع دراسته في مدرسة الفرير. اشتغل بالتجارة متنقلاً بين لبنان ودمشق، وفي الوقت نفسه كان يكتب في الصحف اللبنانية والسورية والمصرية. توفي عام 1930. |
| شفيق المعلوف             | 1899 زحلة بريف لبنان                 | البرازيل                    | شقيق الأديب فوزي المعلوف، من مؤسسي العصبة الأندلسية بالبرازيل، تولى رئاسة تحرير جريدة ألف باء في دمشق لمدة 3 سنوات (1923 - 1925). كما حرر زاوية "مباءة نحل" يوقعها تارة بإمضاء "زحلة" وطوراً بإمضاء "فتى غسان" و"أندلسي" و"مـُتعب".نزح إلى البرازيل، ملتحقاً في مدينة سان باولو بأخيه فوزي المعلوف إلى جانب الأدب والشعر تعاطى التجارة والأعمال. |
| عقل الجر                 | 1885 جبيل لبنان                      | البرازيل                    | درس في مدرستي الحكمة والعلمانية ببيروت، وباشر الطب والحقوق ولم يُنهِ دراسة أيٍ منهما، ولم يستقر على مهنة يزاولها، وراح يتنقّل بين مصر وباريس ولبنان، وفي آخر الأمر هاجر إلى البرازيل وعمل في الصحافة ونظم الشعر، ثم أسس النادي الفينيقي يجمع شمل أدباء ومفكري المهجر، كما اشترك في تأسيس (العصبة الأندلسية) التي شجعت الأدب في أميركا اللاتينية، توفي سنة 1945، ونُقل رفاته إلى جبيل سنة 1966. |
| شكر الله الجر            | 1885 جبيل لبنان                      | البرازيل                    | هو كاتب وشاعر لبناني مهجري. يتميز بعمق إنسانيته، وصدق تجربته التي ينساق معها إنسياق اللحن، مؤسس النادي الفينيقي في البرازيل للأدب وشارك في تأسيس العصبة الأندلسية. هو في الأدب من دعاة التجديد الموضوعي مع التمسك بسلامة اللغة وفصاحة الأسلوب. يتميز شعره بموسيقى الألفاظ وحرارة التعابير. ترك لخزانة الأدب عدة مؤلفاته تشع بالفكرة والثقافة الواسعة والمعاني الإنسانية. توفي سنة 1975. |
| توفيق قربان              | لبنان                                | البرازيل                    | كان توفيق داود قربان معلماً قديراً وخطيبا مفوها ولغوياً من طراز رفيع، ونابغة من أئمة الأدب واللغة. درس في لبنان مطلع القرن الماضي في الجامعة الأميركية في بيروت. سيرته العلمية والمدرسية كانت حافلة، كان يكتب بلغات عدة ويتقنها أفضل من أهلها. عاش حياة الباحث، وكان الشعراء يخافون أن يلقوا وهم في بناء قصائدهم أمامه مخافة أن يحصي عليهم أخطاءهم. كان يحب الأدب وغيوراً على لغته مدافعا عن قوميته. عاش في باريس 60 سنة وكان بيته في شارع «ألاميدا جاوو». |
| اسكندر كرباج             | 1885 لبنان بعلبك                     | البرازيل                    | إسكندر كرباج كاتب وأديب ومترجم من الطراز الرفيع، ولد ببعلبك وهاجر إلى البرازيل مبكرا وهو في الثالثة عشرة من العمر، ولما أنشئت العصبة الأندلسية بسان باولو، انضم إليها، فكان من المنسقين والفاعلين، امتاز إسكندر كرباج بالترجمة من الأدب العربي إلى الأدب البرتغالي وبالعكس. فأغنى خزانة الأدب والمعرفة والتنقيح بين الأدبين البرتغالي والعربي من آثاره البارزة شهيد الجلجلة. |
| رشيد سليم الخوري         | 1887 قرية البربارة لبنان             | البرازيل                    | معروف بـ "الشاعر القروي" و"شاعر العروبة" ولد في محيط أدبي شاعري من حيث الطبيعة في قرية البربارة ومن حيث الأسرة، له أخ الأديب قيصر يعرف باسم الشاعر المدني. هاجر إلى البرازيل عام 1913 رفقة أخيه. تولّى رئاسة تحرير مجلة "الرابطة" لمدة ثلاث سنوات، ثم "العصبة الأندلسية" عام 1958م، فكان رئيسها الثاني بعد ميشال معلوف، بعد 45 سنة من المهجر عاد إلى وطنه عام 1958 في عهد الوحدة بين سوريا ومصر. |
| يوسف أسعد غانم           | 1901 قرية "سنور"، قضاء جبيل، لبنان   | البرازيل                    | شاعر كتب الفصحى وشعر الزجل. وهاجر إلى البرازيل في 1926. وعمل بالتجارة وانضم لجمعية العصبة الأندلسية. تتميز قصائده بقصرها وبمحافظتها على وزن شعر العروض وتطرّق لمواضيع الحنين غلى الوطن والمعاناة في الغربة والعزلة الشخصية وقساوة الناس والدهر. نشر قصائده ومقالاته في عدة مجلات لبنانية ومهجرية وأصدر مجموعته الزجلية "البرج الأخضر" في 1953. |
| فيليب لطف الله           | 1897 قرية بسكنتا، لبنان              | البرازيل                    | شاعر عاش في لبنان والبرازيل. هاجر إلى البرازيل في 1920. وشارك في تأسيس جامعة القلم التي ترأسها بعد وفاة رئيسها الأول يوسف فاخوري. وأصدر ثلاثة دواوين شعرية وديوان رابع تضمن أشعار برازيلية قام بتعريبها. يتميز شعره بالمثالية والصوفية ووصف الطبيعة دون تكلف. وكان ناشطا ضمن الجالية السورية واللبنانية في البرازيل إذ شارك في تأسيس "النادي الرياضي السوري" ثم "النادي الرياضي اللبناني" و"المعهد البرازيلي للثقافة العربية" الذي ترأسه. |

## المرأة اللبنانية في أدب المهجر
كان للمرأة اللبنانية حضور قوي في الأدب المهجري وفي وجدان أدباء وشعراء المهجر. تأثير مي زيادة مثلا أثر في إنتاج جبران خليل جبران.

وفي قائمات أديبات المهجر اللبنانيات والمثقفات اللواتي ساهمن من حيث الإنتاج الأدبي أو الصحافة أو الأنشطة الثقافية وتأسيس الجرائد والمجلات نجد:
- سلمى بنت جبران الصائغ: أديبة لبنانية[35] معاصرة، لها مقالات أدبية تنمّ عن حس أدبي وسعة اطلاع وذوق، تعبر عن وطنية صادقة. قضت شطرا كبيرا من حياتها في مجال التعليم (تخصص لسانيات) في اللغة العربية والبرتغالية. ترجمة من البرتغالية إلى العربية عدة مؤلفات إلى الخزانة المشرقية، كما ترجمت عن الفرنسية رواية فتاة الفرس ونشرتها في مجلة المرأة الجديدة.

كانت من أديبات المهجر في البرازيل، وأحد أبرز نساء العصبة الأندلسية، عادت إلى بيروت حيث توفيت هناك. من آثارها البارزة: النسمات، صور وذكريات.
- مريانا دعبول فاخوري: أحد أبرز الصحفيات اللبنانيات والشاميات في المهجر، مؤسسة ورئيسة تحرير مجلة «المراحل» المهجرية ذائعة الصيت والواسعة الانتشار من البرازيل، كمنافستها مجلة «الشرق» لموسى كريّم. ولدت السيدة مريانا دعبول عام 1901 في «كبّا» بقضاء «البترون» في لبنان. هاجرت إلى البرازيل وتعمقت في مجال الصحافة والإعلام. لها عدة مقالات صحفية تنم عن أسلوب تعبيري وتحليلي مهني يحتدى في مجال الكتابة الصحافية والإعلام، علاوة على مجال الإدارة والتسيير في رئاسة وتأسيس أشهر مجلة مهجرية في البرازيل.[37]

## وصلات خارجية
- الهجرة الخارجية والانتشار اللبناني في العالم نسخة محفوظة 9 مارس 2014 على موقع واي باك مشين.
- قبسات من أدب المهجر اللبناني